# Seysses-Savès
Seysses-Savès è un comune francese di 271 abitanti situato nel dipartimento del Gers nella regione dell'Occitania.

## Società

### Evoluzione demografica
Abitanti censiti